# Атанасий I Печки
Атанасий (на сръбски: Атанасије) е православен духовник, скопски митрополит на Печката патриаршия от 1706 до 1711 година и печки патриарх от 1711 до 1712 година.

## Биография
След отпътуването на митрополит Евтимий Скопски за Русия в 1687 година в Скопие или няма владика или за него няма никакви сведения. Владиката Атанасий Скопски се споменава за пръв път в 1706 година се споменава владиката Атанасий, който заедно с Нектарий Самоковски пътува до Рилския манастир, за да се поклонят на мощите на Свети Иван Рилски. За управлението му в Скопие има само един надпис, който се отнася до покриването на главния купол на Марковия манастир.
Като скопски митрополит е съборно избран за печки патриарх и, за разлика от предходника си Калиник, е признат от всички сърби извън Османската империя. Остава начело на патриаршията непълни две години. Умира на 23 април 1712 година.